# Papilio chitondensis
Papilio chitondensis är en fjärilsart som beskrevs av Bivar de Sousa och Fernandes 1966. Papilio chitondensis ingår i släktet Papilio och familjen riddarfjärilar. Inga underarter finns listade i Catalogue of Life.